# Maison (14 rue Anne-de-Bretagne, Langeais)
La maison, 14 rue Anne-de-Bretagne est une demeure particulière dans la commune de Langeais, dans le département français d'Indre-et-Loire.
Cette maison de marchand construite au XVIe siècle est inscrite comme monument historique en 1944.

## Localisation
La maison se trouve dans le centre de Langeais, à proximité immédiate du château, en bordure sud de la rue qui passe à son pied.

## Histoire
Le maison est probablement construite vers 1570-1575, comme en témoigne le style de ses pilastres,.
La façade et la toiture sur rue de cette maison sont inscrites comme monument historique par arrêté du 13 mars 1944.
En 1979, sa façade est reconstituée à l'identique.

## Description

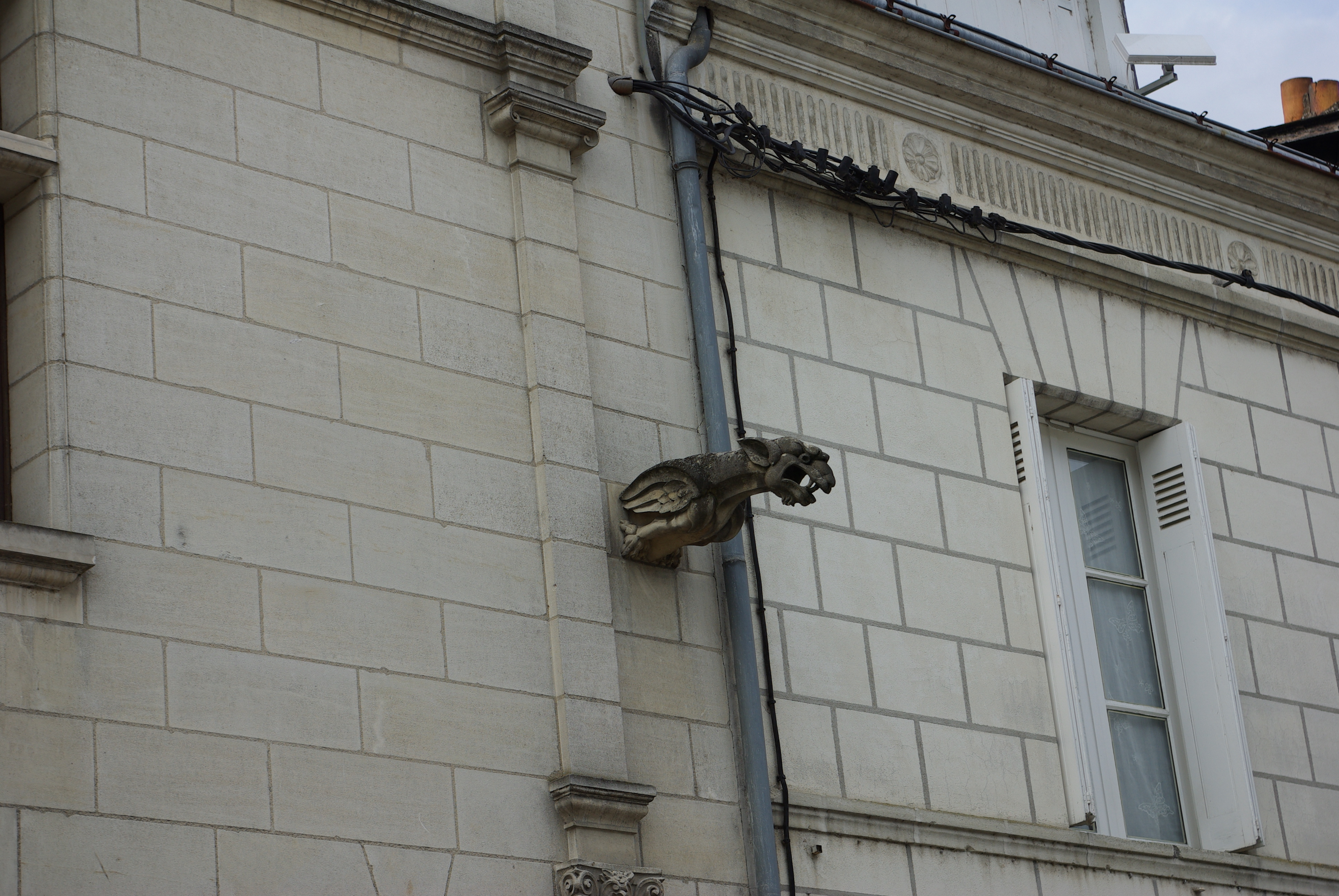
Pilastre et gargouille.

La maison se compose d'un rez-de-chaussée, de deux étages et d'un comble.
Les angles de la façade sont soulignés par des pilastres ; ceux-ci sont cannelés et surmontés par des chapiteaux corinthiens au rez-de-chaussée, lisses et décorés de chapiteaux ioniques au-dessus. Au rez-de-chaussée s'ouvre une porte en plein cintre surmontée d'une imposte.
Ce type de construction, vaste et entièrement en pierre de taille, probablement la maison d'un marchand, témoigne de la richesse de son propriétaire.

## Pour en savoir plus